# Woes of the desolate mourner
Woes of the desolate mourner is een livealbum van Dirk Serries uitgebracht onder diens artiestennaam fear falls burning. Het is een uitgave van een eerder uitgebrachte 7 inch-vinylplaat met toevoeging van een extra track, ook live opgenomen. De muziek bestaat uit lange improvisaties. 

## Musici
- Dirk Serries – gitaar en elektronica

## Muziek
| Nr. | Titel                                                                            | Duur       |
| --- | -------------------------------------------------------------------------------- | ---------- |
| 1.  | 20:05 (opgenomen 7 oktober 2008, Extrapool, Nijmegen)                            | 20:05      |
| 2.  | litany in a time of plague (opgenomen 26 januari 2008, SJU Jazz Podium, Utrecht) | 50 minuten |